# Anna Maria von Brandenburg-Bayreuth
Anna Maria von Brandenburg-Bayreuth (* 30. Dezember 1609 in Bayreuth; † 8. Mai 1680 in Ödenburg) war eine Prinzessin von Brandenburg-Bayreuth und durch Heirat Fürstin zu Eggenberg.

## Leben
Anna Maria war eine Tochter des Markgrafen Christian zu Brandenburg-Bayreuth (1581–1655) aus dessen Ehe mit Marie (1579–1649), Tochter des Herzogs Albrecht Friedrich von Preußen.
Sie heiratete am 23. Oktober 1639 in Regensburg Fürst Johann Anton I. von Eggenberg (1610–1649), Herzog von Krumau, der zwei Jahre später von seinem Jugendfreund Kaiser Ferdinand III. auch die gefürstete Grafschaft Gradisca erhielt. Die Eheschließung war durch Christian Wilhelm von Brandenburg ausgehandelt worden und Fürst Johann Anton versprach sich dadurch brandenburgische Unterstützung in seinem Anspruch auf die Reichsstandschaft.
Nach dem frühen Tod ihres Mannes führte Anna Maria, gemeinsam mit ihrem Vater und Wolf von Stubenberg bis 1664 die Vormundschaft und Administration über ihre beiden minderjährigen Söhne und die eggenbergischen Besitzungen. Während ihrer vormundschaftlichen Regierung wurden in der Münzstätte des Schlosses Krumau Münzen mit einer gemeinsamen Darstellung ihrer beiden Söhne geprägt.
Da der Vater kein Testament hinterlassen hatte, teilten die Söhne das Erbe 1665 beziehungsweise 1672. Anna Maria verwendete sich beim Kaiser persönlich dafür, dass als Heiratsgut ihrer Tochter, diese auf Erbansprüche des väterlichen Erbes verzichtete und mit einer Geldsumme abgefunden wurde. Die Fürstin beteiligte sich finanziell erheblich am Aufbau der Wallfahrtskirche Svatý Kámen bei Böhmisch Krumau.
Anna Maria war unter dem Namen Die Höfliche Mitglied der Tugendlichen Gesellschaft. Sie ist in der Stadtkirche von Bayreuth bestattet.

## Nachkommen
Aus ihrer Ehe hatte Anna Maria folgende Kinder:
- Maria Elisabeth (1640–1715)

⚭ 1656 Fürst Ferdinand Joseph von Dietrichstein (1636–1698)
- Johann Christian I. (1641–1710), Fürst zu Eggenberg

⚭ 1666 Prinzessin Maria Ernestina zu Schwarzenberg (1649–1719)
- Maria Franziska (*/† 1643)
- Johann Seyfried (1644–1713), Fürst zu Eggenberg

⚭ 1666 Prinzessin Maria Eleonora von und zu Liechtenstein (1647–1704)
⚭ 1704 Gräfin Maria Josepha von Orsini und Rosenberg (1690–1715)